# تنیل تاونز
تنیل نیکول تاونز (متولد Nadkrynechny؛ ۲۰ ژانویه ۱۹۹۴) یک خواننده موسیقی کانتری کانادایی از گراند پریری، آلبرتا است. او در سال ۲۰۱۱، در سن ۱۷ سالگی، نامزد جایزه موسیقی کانتری کانادا برای هنرمند زن سال شد.
تاونز در Grande Prairie، آلبرتا بزرگ شد و در دبیرستان آکادمی صلح واپیتی تحصیل کرد. او توسط والدین و پدربزرگ و مادربزرگش در سفرهایی که با ماشین خانوادگی داشتند با موسیقی کانتری آشنا شد.